# Horváth József (tanár, 1858–1932)
Horváth József (Madocsa, 1858. július 10. – Budapest, 1932. július 14.) bölcseleti doktor és református főiskolai tanár.

## Életútja
Horváth Antal református tanítónak és Gerenday Zsuzsánnának fia, 1858. július 15-én keresztelték. A teológiát Budapesten végezte. 1881-ben tanár lett Kunszentmiklóson; innét Pápára választották meg gimnáziumi vallástanárnak, ahol nemsokára teológiai tanár lett a bölcseleti szakban. 1889-ben bölcseletdoktori oklevelet nyert a kolozsvári egyetemen. 1894-től a Pápán akkor felállított református egyházkerületi leánynevelőintézetnek igazgatója volt. 1915-ben megválasztották a dunántúli egyházkerület tanácsbírái sorába. 1917-ben vonult nyugdíjba.
Bölcseleti, matematikai dolgozatai 1882-től megjelentek a Protestáns Egyházi és Iskolai Lapban, a Protestáns Szemlében, a Mathematikai és Physikai Lapokban.

## Munkái
- Az elimináczió elmélete, különös tekintettel az egy ismeretlenű elsőfokú egyenletek resultánsok képzésére. Pápa, 1888.
- A megismerhetetlen (P. E. I. L., 1886–88.)
- Hit és tudás. (Pápa, 1888.)
- A vallás lényege (Prot. Szle, 1892.)
- Az egyetemes lelkészi gyámintézetről (Uo. 1894.)
- Bölcsészettörténet (I. kötet). (Pápa, 1904.) (II. bőv. kiad. uo. 1914.) [Református Egyházi Könyvtár-sorozat, több kötet nem jelent meg]